# Alien Abduction
Alien Abduction (znany także pod tytułem roboczym The Morris Family Abduction) − amerykański film fabularny z 2014 roku, napisany przez Roberta Lewisa, wyprodukowany przez Lawrence'a Bendera oraz wyreżyserowany przez Matty'ego Beckermana. Projekt stanowi połączenie horroru, thrillera i kina fantastycznonaukowego, jego bohaterem jest wyposażony w kamerę autystyczny jedenastolatek, który dokumentuje swoją ucieczkę przed kosmitami. W filmie w rolach głównych wystąpili Katherine Sigismund, Corey Eid, Jillian Clare, Peter Holden i Riley Polanski. Światowa premiera obrazu odbyła się 4 kwietnia 2014. Odbiór Alien Abduction przez krytyków był mieszany.

## Obsada
- Katherine Sigismund − Katie Morris
- Corey Eid − Corey Morris
- Riley Polanski − Riley Morris
- Jillian Clare − Jillian Morris
- Jeff Bowser − Sean
- Peter Holden − Peter Morris
- Michael Turchin − sanitariusz
- Walter Phelan − Obcy

## Nagrody i wyróżnienia
- 2015, iHorror Awards:
  - nominacja do nagrody iHorror w kategorii najlepszy horror science-fiction (wyróżniony: Matty Beckerman)[3]